# المناورة
المناورة (بالإنجليزية:  Mantervention)‏ هو فيلم كوميدي جنسي أمريكي عام 2014 من إخراج ستيوارت آشر وكتبه خوان إي. نجوم الفيلم كلوي بريدجز ونيك رو وجيليان موري وماكس كارفر وترافيس فان وينكل وماريو فان بيبلس.